# Enrique Barón
Enrique Barón Crespo (Madrid, 27 de março de 1944) é um economista, advogado e político espanhol.

## Carreira
Ele é membro do Partido Socialista Operário Espanhol e foi membro do Parlamento Europeu pelo grupo Partido dos Socialistas Europeus até 2009.
Enrique Barón formou-se em direito pela Universidade de Madrid e em administração de empresas no ICADE , em Madrid, e ESSEC, em Paris, escolas de negócios, em 1965. Como advogado, especializou-se em direito do trabalho, e atuou para réus em casos políticos (1970-1977).
Foi Deputado nas Cortes (1977–1987) em representação da região de Madrid e foi Ministro dos Transportes, Turismo e Comunicações (1982–1985). Nesse período, ele propôs o desmantelamento de muitas milhas de rotas ferroviárias principais e secundárias. A proposta foi baseada em relatórios que subestimaram a importância dessas linhas. 
Após a eleição para o Parlamento Europeu, foi Presidente do Parlamento Europeu (1989-1992) e foi presidente do Grupo PSE de 1 de Novembro de 1999 a 20 de Julho de 2004. Foi Presidente da Comissão dos Assuntos Externos (1992-1995).
Barόn é membro do Conselho de Consultores da Global Panel Foundation e do Conselho Consultivo do think tank Gold Mercury International, Londres, Reino Unido. Ele é um participante ativo na iniciativa Brand EU da Gold Mercury para melhorar a gestão e promoção da marca da União Européia e monitorar seu progresso.

Em março de 2008, Barón Crespo foi recebido pelo presidente italiano Giorgio Napolitano juntamente com o CEO Pier Francesco Guarguaglini e o diretor geral Giorgio Zappa, no final do concerto para o 60º aniversário do fabricante italiano de armas Finmeccanica.